# アウグスト・ミカエリス
アウグスト・ミカエリス(August Michaelis, 1847年12月26日 - 1916年1月31日 )は、ドイツの化学者である。ミカエリス・アルブーゾフ反応の発見で知られる。
ニーダーザクセン州生まれ。ゲッティンゲン大学とイェーナ大学で学び、1876年にカールスルーエ大学、1880年にアーヘン工科大学、1890年にロストック大学で化学の教授となった。1880年コテニウス・メダル受賞。

## 業績
- Repetitorium und Examinatorium der Chemie . Laupp, Tübingen 1850 Digital edition by the University and State Library Düsseldorf